# Мендоса, Алексис
Але́ксис Анто́нио Мендо́са Барри́на (исп. Alexis Antonio Mendoza Barrina; родился 8 ноября 1961 года в Барранкилье, Колумбия) — колумбийский футболист и футбольный тренер. Известен по выступлениям за «Атлетико Хуниор» и сборную Колумбии. Участник чемпионатов мира 1990 и 1994 годов.

## Биография

### Клубная карьера
Мендоса родился в Барранкилье и в 1983 году начал карьеру в местном клубе «Атлетико Хуниор». В 1990 году он перешёл в «Америку» из Кали. В том же году Мендоса впервые выиграл чемпионат Колумбии. Два года спустя он повторил успех. В 1993 году Алексис вернулся в «Атлетико», второй приход в родной клуб стал намного удачней, он дважды выиграл чемпионат в 1993 и 1995 годах.
В 1996 году Мендоса перешёл в мексиканский «Веракрус». В новой команде он объединился со своими соотечественниками Рене Игитой, Леонелем Альваресом и Иваном Валенсиано. В клубе Алексис провел полгода, после чего в третий раз вернулся в «Атлетико», где завершил карьеру в возрасте 37 лет и являясь одним из рекордсменов по количеству сыгранных матчей.

### Международная карьера
11 июня 1987 года в товарищеском матче против сборной Эквадора Мендоса дебютировал за сборную Колумбии. В том же году он принял участие в своем первом крупном международном турнире — Кубке Америки, на котором сборная завоевала бронзовые медали. В 1989 году Алексис во второй раз поехал на кубок Америки, на турнире он не сыграл ни одного матча.
В 1990 году в составе национальной сборной он поехал на чемпионат мира в Италию. На турнире Мендоса поехал, как запасной футболист и не провел на поле ни минуты. В 1993 году он во третий раз поехал на кубок Америки, где как и четыре года назад завоевали бронзовые медали, сыграв во всех матчах турнира.
В 1994 году Алексис был включен в заявку на участие в чемпионате мира в США. На турнире он принял участие в поединке против Швейцарии. В 1995 году Мендоса во второй раз стал бронзовым призёром кубка Америки.
В 1997 году Алексис завершил карьеру в сборной сыграв за неё 67 матчей и забил 2 гола.

### Тренерская карьера
По окончании карьеры футболиста стал работать тренером. В 2007—2008 гг. возглавлял молодёжную сборную Гондураса, затем вошёл в тренерский штаб Рейнальдо Руэды уже в основной сборной. В одном из матчей, в котором Руэда не мог работать со сборной из-за дисквалификации, исполнял обязанности главного тренера сборной Гондураса. Работал вместе с Руэдой и в сборной Эквадора. Дважды возглавлял «Атлетико Хуниор», «Индепендьенте Медельин», эквадорский «Индепендьенте дель Валье», месяц работал с перуанским клубом «Спортинг Кристал».

## Достижения
Командные
 «Америка» Кали
- Чемпионат Колумбии по футболу — 1990
- Чемпионат Колумбии по футболу — 1992

 «Атлетико Хуниор»
- Чемпионат Колумбии по футболу — 1993
- Чемпионат Колумбии по футболу — 1995

Международные
 Колумбия
- Кубок Америки — 1987
- Кубок Америки — 1993
- Кубок Америки — 1995